# Piotr Pawłow
Piotr Pawłowicz Pawłow (ros. Пётр Павлович Павлов, ur. 1904 we wsi Burtasy w guberni kazańskiej, zm. 1975 w Omsku) – funkcjonariusz radzieckich organów bezpieczeństwa, pułkownik, szef Zarządu NKWD w obwodzie wschodniokazachstańskim (1939-1941), szef Zarządu MWD w obwodzie kurgańskim (1947-1952).

## Życiorys
Od lutego 1920 do września 1921 w Armii Czerwonej, od września 1921 do kwietnia 1922 polityczny zarządca instytucji dziecięcych powiatowego komitetu Komsomołu w Kazachskiej ASRR, od 1922 w RKP(b). Od kwietnia 1922 do marca 1932 pomocnik pełnomocnika operacyjnego rejonowego oddziału GPU, starszy pełnomocnik Wydziału Ekonomicznego gubernialnego/okręgowego oddziału - sektora operacyjnego GPU w Semipałatyńsku, od marca 1932 do sierpnia 1934 pełnomocnik operacyjny Wydziału Ekonomicznego Pełnomocnego Przedstawicielstwa OGPU w Kazachstanie/Zarządu Bezpieczeństwa Państwowego (UGB) Zarządu NKWD Kazachskiej ASRR. Od sierpnia 1934 do listopada 1936 szef Oddziału Wydziału Ekonomicznego UGB Zarządu NKWD Kazachskiej SRR, od 7 kwietnia 1936 lejtnant bezpieczeństwa państwowego, od listopada 1936 do sierpnia 1938 szef Wydziału Kontrwywiadowczego/III Zarządu NKWD obwodu karagandzkiego, od marca 1938 do lutego 1939 pomocnik szefa Zarządu NKWD w obwodzie karagandzkim, 17 maja 1939 mianowany kapitanem bezpieczeństwa państwowego, od 28 grudnia 1939 do sierpnia 1941 szef Zarządu NKWD w obwodzie wschodniokazachstańskim. Od sierpnia do grudnia 1941 szef Wydziału NKWD Kazachskiej SRR, od grudnia 1941 do 20 kwietnia 1945 szef Wydziału Specjalnego/Wydziału Kontrwywiadowczego Wojsk NKWD Turkmeńskiego Okręgu Pogranicznego, od 11 lutego 1943 podpułkownik, a od 5 kwietnia 1944 pułkownik. Od 20 kwietnia do 1 czerwca 1945 szef Wydziału Kontrwywiadu Wojsk NKWD Zachodniego Okręgu Pogranicznego, od 1 czerwca 1945 do lipca 1947 szef Wydziału Kontrwywiadu Wojsk NKWD/MWD Ukraińskiego Okręgu Pogranicznego. Od sierpnia 1947 do 19 maja 1952 szef Zarządu MWD w obwodzie kurgańskim, od sierpnia 1952 do kwietnia 1953 zastępca naczelnika Poprawczego Obozu Pracy "Omskstroj" MWD, od kwietnia do grudnia 1953 p.o. szefa Zarządu Poprawczego Obozu Pracy Ministerstwa Sprawiedliwości ZSRR w Omsku, następnie na emeryturze.

## Odznaczenia
- Order Lenina
- Order Czerwonego Sztandaru Pracy
- Order Czerwonej Gwiazdy

I 3 medale.